# ВНИИССОК (посёлок)
ВНИИССО́К — посёлок городского типа в Одинцовском городском округе Московской области России.

## История
История посёлка берёт начало с образования в 1920 году Грибовской овощной селекционной опытной станции. В 1950-х годах рядом с опытной станцией появился небольшой посёлок. В 1970 году селекционная станция была преобразована во Всесоюзный научно-исследовательский институт селекции и семеноводства овощных культур. По названию института получил своё название посёлок ВНИИССОК.
В последующие десятилетия активно развивался как сам институт, так и образованный при нём посёлок. Строились новые многоэтажные дома, были открыты детский сад, почтовое отделение.
В 2000-х годах в западной части был построен крупный жилой комплекс «Дубки», в восточной — «Гусарская баллада». Таким образом, посёлок стал фактически пригородом города Одинцово.
В 2017 году ВНИИССОК объединился с несколькими опытными селекционными станциями, расположенными в разных регионах России, и был преобразован в Федеральный научный центр овощеводства.
В 2024 году посёлок преобразован в посёлок городского типа.

## География
Посёлок ВНИИССОК расположен в западной части Московской области, в 28 км от центра Москвы и в 4 км к западу от центра Одинцово. Через посёлок проходит платная трасса Северного обхода Одинцова, по северной границе посёлка проходит Можайское шоссе.
На востоке посёлок ВНИИССОК фактически сливается с городом Одинцово: жилой комплекс «Гусарская баллада» расположен одновременно в двух населённых пунктах (граница поселений разделяет территорию жилого комплекса на две части). К северу от посёлка, за Можайским шоссе, расположены сёла Дубки и Акулово. К западу от посёлка находится село Юдино; к югу, за Северным обходом Одинцово, — деревня Бородки.

## Население
| 2002 | 2006  | 2010  | 2021    |
| ---- | ----- | ----- | ------- |
| 1543 | →1543 | ↗7867 | ↗17 597 |

## Экономика
Градообразующим предприятием посёлка является Федеральный научный центр овощеводства (бывший ВНИИССОК). Вместе с тем преобладающее большинство населения посёлка является жителями новостроек и не имеет отношения к деятельности научного центра.
В посёлке расположено предприятие по ремонту и изготовлению промышленных рукавов (шлангов).
Основная масса организаций, расположенных в посёлке, направлена на обслуживание жителей. Так, в посёлке имеются три торговых центра, множество магазинов, объектов бытового обслуживания, аптек и т. д. Розничная торговля представлена магазинами таких сетей, как «Магнит», «Пятёрочка», «Виктория», «Дикси», «Перекрёсток», «Верный», «Красное&Белое», «Чижик». Имеется рестораны «Вкусно — и точка», «А где я?». В посёлке работает более 20 парикмахерских. Имеется отделение почты.

## Транспорт
Посёлок ВНИИССОК вытянут вдоль Можайского шоссе. Через посёлок проходит трасса Северного обхода Одинцова. Также в посёлке начинается дорога, соединяющая его с дачным посёлком Лесной Городок. Автобусные маршруты связывают посёлок ВНИИССОК с городами Одинцово, Голицыно, Звенигород, дачным посёлком Лесной Городок и др. Ближайшая железнодорожная платформа Пионерская расположена в селе Дубки, в 500 метрах от посёлка ВНИИССОК.

## Архитектура
Застройка посёлка ВНИИССОК представлена многоквартирными домами. В основном это современные многоэтажные дома, построенные в начале XXI века. Центральную часть посёлка занимают многоквартирные дома советского времени, построенные для работников ВНИИССОК. На территории научного центра сохранились здания семенохранилищ старой постройки необычной архитектуры.

## Образование
В посёлке ВНИИССОК имеются школа, два детских сада, две автошколы и множество коммерческих детских развивающих центров. В посёлке располагаются три корпуса общежития НИУ ВШЭ «Студенческий городок Дубки».

## Здравоохранение
В посёлке ВНИИССОК имеется фельдшерско-акушерский пункт, а также несколько коммерческих медицинских центров.

## Спорт
В посёлке имеются коммерческие организации спортивной направленности (фитнес-центры).